# المكتبة الأمريكية في باريس
تٌعد المكتبة الأمريكية في باريس أكبر مكتبة استعارة باللغة الإنجليزية في أوروبا، وهي بمثابة جمعية ثقافية غير ربحية في فرنسا تأسست بموجب قوانين ولاية ديلاوير عام 1920 تحت رعاية جمعية المكتبات الأمريكية بمجموعة أساسية من الكتب والدوريات التي تبرعت بها المكتبات الأمريكية لطاقم القوات المسلحة الأمريكية التي كانت تخدم حلفائهم في الحرب العالمية الأولى.
ويستطيع أعضاء المكتبة الاستفادة من أكثر من 120,000 كتاب و500 مجلة دورية (يعود بعضها إلى منتصف القرن التاسع عشر) وأفلام على أقراص دي في دي وغيرها من المواد السمعية والبصرية بالإضافة إلى مصادر بحثية ومرجعية في شكل ورقي وإلكتروني، وتقدم المكتبة خدماتها في الوقت الحالي لما يقارب 2,500 عضو مما يزيد عن 60 دولة.

## التاريخ

### الإنشاء

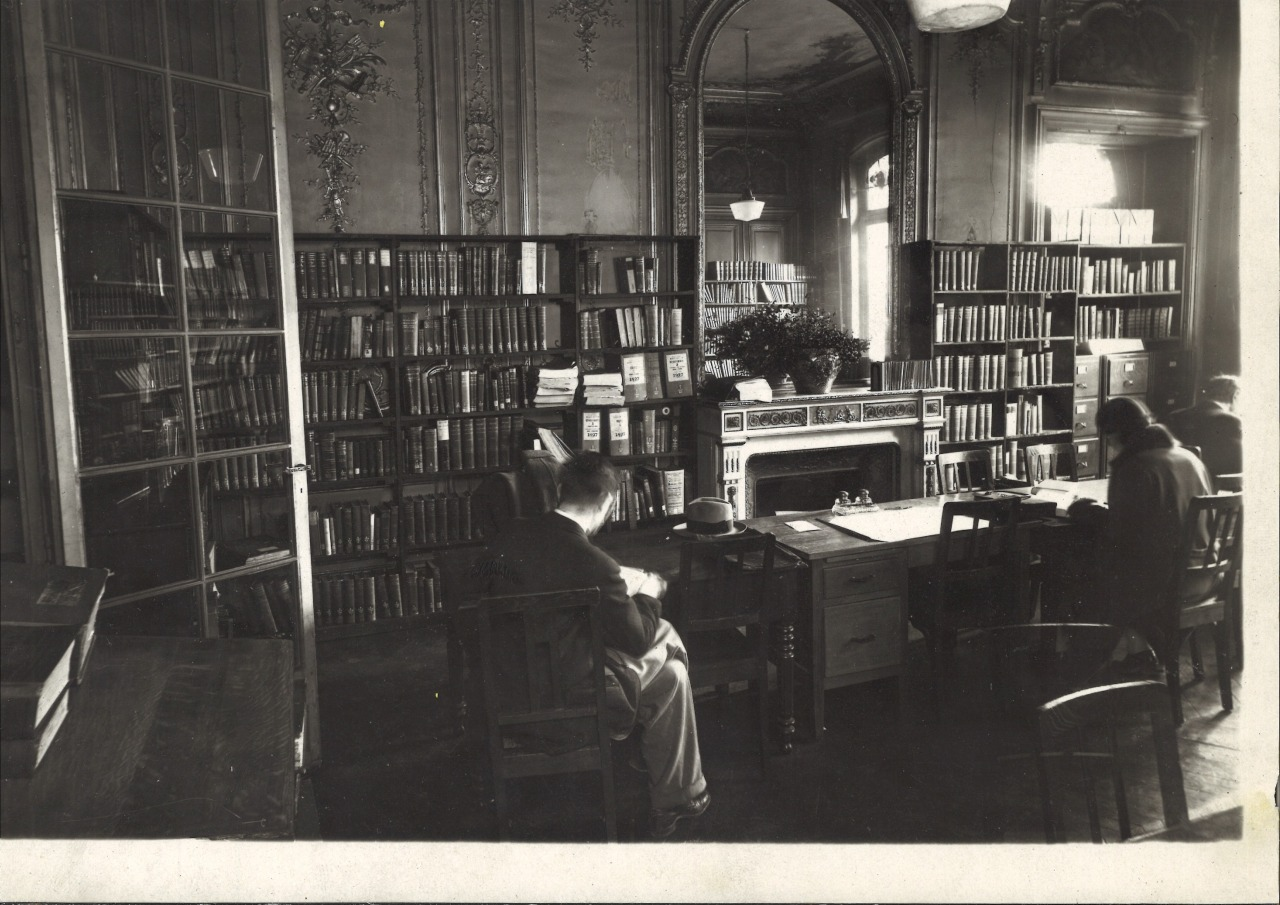
مكتب التداول القديم بالمكتبة الأمريكية في باريس

أطلقت مئات المكتبات الأمريكية خدمة مكتب الحرب عندما شاركت الولايات المتحدة في الصراع قرب نهاية الحرب العالمية الأولى، وهي مشروع ضخم كان الهدف منه إرسال الكتب للقوات التي تقاتل في أوروبا. بحيث أُرسل قبل الهدنة ما يقرب من مليون ونصف مليون كتاب للجنود عبر المحيط الأطلسي.
وقد تأسست المكتبة الأمريكية في باريس رسميًا بموجب قوانين ديلاوير عام 1920 بمجموعة جوهرية من كتب فترة الحرب هذه، والتي عُرفت في الأصل بخدمة جمعية المكتبة الأمريكية للقوات الحملية الأمريكية (AEF) -وهي قوات تعمل خارج الوطن- خلال الحرب العالمية الأولى.
وبعد ربع قرن تصف المديرة درووثي ريدر المكتبة بأنها «وليدة الحرب التي أنجبها هذا العدد الهائل من الكتب التي أرسلتها جمعية المكتبة الأمريكية للقوات الحملية الأمريكية في الحرب الأخيرة، وعندما توقف القتال شرعت في مهمة جديدة، وكانت بمثابة نصب تذكاري للجنود الأمريكيين الذين أُنشأت المكتبة من أجلهم.»

### خلال الحرب العالمية الثانية
تسبب اندلاع الحرب العالمية الثانية وما تلاها من احتلال ألماني لفرنسا في جعل استمرار المكتبة في تقديم خدماتها لسكان باريس أمرًا صعبًا وخصوصًا بالنسبة لليهود الفرنسيين. ولم تغلق المكتبة أبوابها في النهاية على الرغم من الفترة العصيبة، حيث ظلت المكتبة نشطة بمختلف الطاقات خلال فترة الحرب تحت قيادة المديرة دوروثي ريدر ثم من خلال جهود الكونتيسة دي شامبرون في وقت لاحق.
عندما ازداد العدوان النازي هيأ موظفي المكتبة المبنى سريعًا ضد الهجوم المحتمل، فلصقوا أوراقًا على الأبواب والنوافذ لتحصين الزجاج إذ ما تعرض للقصف وخزنوا أقنعة واقية من الغازات، وقد أكدت دوروثي ريدر أنه على الرغم من الخوف المتزايد في المدينة «لم يكن هناك ثمة تفكير في الإغلاق». واستمر شراء الاشتراكات حتى عندما زاد الصراع حدة، أما الأمريكان الذين كانوا قد فروا من باريس وبحوزتهم كتب من المكتبة فقد راسلوا المكتبة واعدين بإرجاع الكتب بأمان عند عودتهم.

### فترة ما بعد الحرب

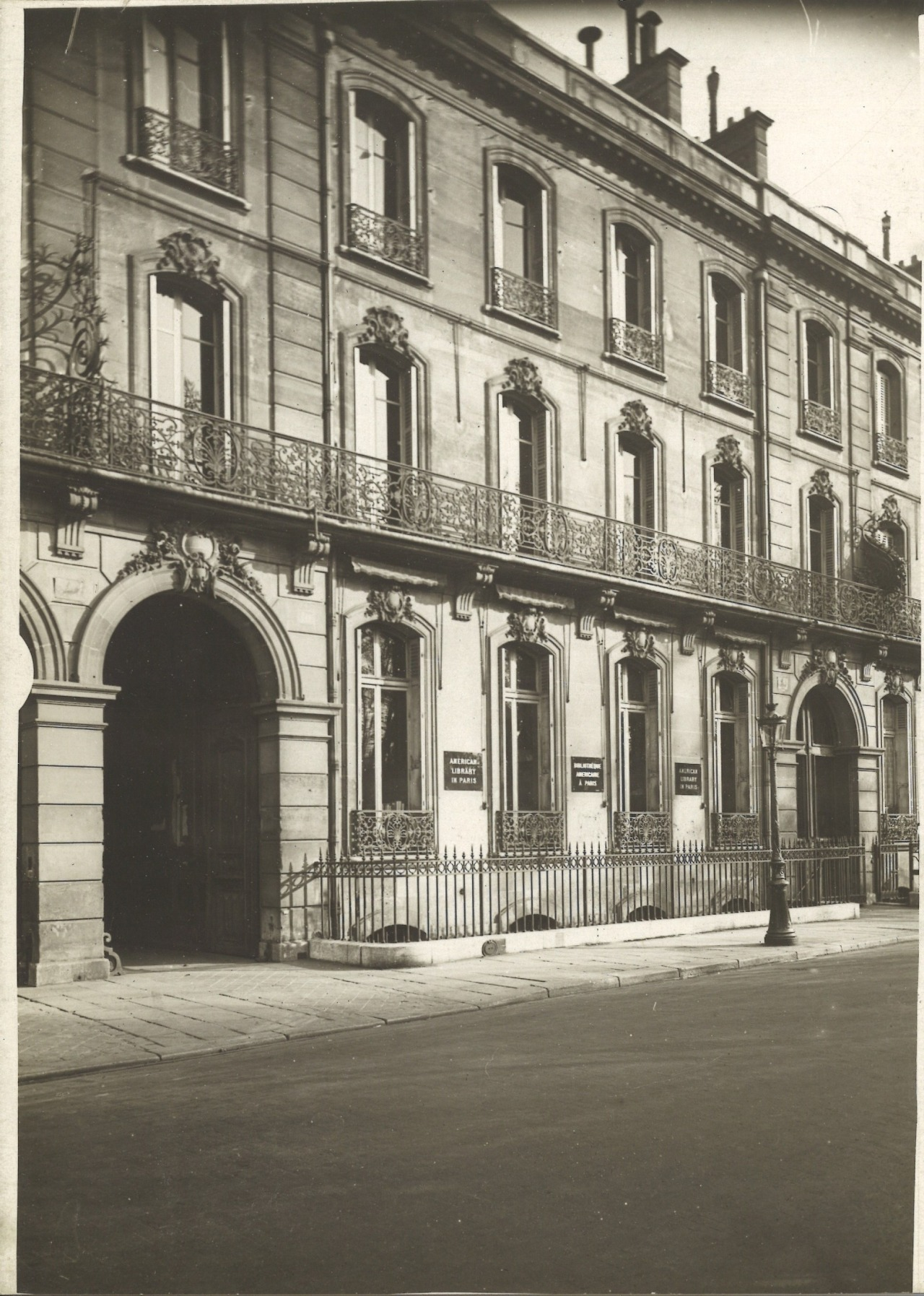
المكتبة الأمريكية القديمة في باريس

ازدهرت المكتبة مرة أخرى في فترة ما بعد الحرب حيث حازت الولايات المتحدة دورًا جديدًا في العالم. وشهدت الجالية في باريس تجديدًا٬ كما جاءت موجة جديدة من الكتاب الأمريكيين إلى باريس وإلى المكتبة. وقد كان كل من ایروین شاو وجيمس جونز وماري ماكارثي وأرت بوخوالد وريتشارد رايت وصمويل بيكيت أعضاءًا نشطين خلال فترة نمو وتوسع، وقد أتاحت الأموال التي قدمتها حكومة الولايات المتحدة خلال الفترة الأولى من الحرب الباردة الفرصة لإنشاء العديد من المكتبات الفرعية وشراء العنوان الجديد في شارع الشانزليزيه عام 1952.
مكنت أموال الحكومة الأمريكية إنشاء إثنا عشرة فرعًا للمكتبة الأمريكية في باريس بالمحافظات خلال سنوات الحرب الباردة، وقد انتقلت المكتبة عام 1952 إلى شارع الشانزليزيه حيث بقيت فيه لمدة ثلاثة عشر عامًا.

### التاريخ الحديث
وصلت عضوية المكتبة إلى 2000 عضو بحلول موعد الذكرى السنوية رقم 75 عام 1995، وقد جُدد المبنى مرة في أواخر التسعينات وأُعيد تجديده في عامي 2011 و2013 وانشاء قاعة مغلقة للمؤتمرات وغرفة ممتدة للمطالعة ومقصورة للمراهقين ودورات مياه جديدة، ولاتزال المكتبة الأمريكية في باريس أكبر مكتبة استعارة باللغة الإنجليزية في القارة الأوروبية.

## الخدمات

### الموقع الإلكتروني
يتيح الموقع الإلكتروني للمكتبة الأمريكية في باريس لمستخدميه الوصول إلى فهارس المكتبة وقواعد البيانات على شبكة الإنترنت، والحصول على معلومات حول مناسبات المكتبة وبرامجها ومعارضها، كما يستطيع الأعضاء الوصول مجانًا لفنون وعلوم مكتبة JSTOR والملفات الرئيسية لموقع EBSCO، وكذلك يتيح الموقع للمستخدمين اقتراح عنوان للمكتبة لشراء المجموعة.

### البرامج
تستضيف المكتبة لمرة أو مرتين في الأسبوع مساءًا أحاديث للمؤلفين وغيرهم، وهي مجانية ومفتوحة للجمهور، ومن بين أحدث المؤلفين الذين تحدثوا في المكتبة رضا أصلان ولوران دي برونهوف وباميلا دروكيرمان وريتشارد فورد وديان جونسون ودوغلاس كينيدي وديفيد ليبوفيتز وديفيد سيداريز وآمي تان وباتريشيا ويلز وكثيرون غيرهم.
وتعقد المكتبة أيضًا أحداثًا ومناسبات للأطفال والعائلات، ويمكن الحصول على الجدول الزمني لهذه المناسبات من خلال الموقع الإلكتروني للمكتبة الأمريكية في باريس.

## جائزة الكتاب
ابتٌدعت جائزة الكتاب الخاصة بالمكتبة الأمريكية في باريس عام 2013، بحيث تعتزم المكتبة تقديم الجائزة التي قدرها 5,000 دولار سنويًا لما تعتبره لجنة التحكيم الكتاب الأكثر تميزًا للعام باللغة الإنجليزية عن فرنسا أو الالتقاء الأمريكي الفرنسي. وقد قُدمت أول جائزة للمؤرخ فريدريك لوجيفال عن كتابه «جمار الحرب: سقوط إمبراطورية وصنع فيتنام الأمريكية» في 15 نوفمبر 2013.

## الملاحظات
1. ↑  "دليل الموظفين". المكتبة الأمريكية في باريس. تاريخ الزيارة: 28 مارس 2014. نسخة محفوظة 15 يناير 2018 على موقع واي باك مشين. [وصلة مكسورة]
2. ↑  Tang, Lydia. "American Library in Paris". American Library Association Archives. Retrieved 21 March 2014. نسخة محفوظة 16 مايو 2018 على موقع واي باك مشين.
3. ↑  Maack, Mary Niles (Winter 2007). ""I Cannot Get Along without the Books I Find Here": The American Library in Paris during the War, Occupation, and Liberation, 1939–1945" (PDF). Library Trends. 55 (3): 490–512. Retrieved 28 March 2014. نسخة محفوظة 08 فبراير 2015 على موقع واي باك مشين.
4. ↑  Spano, Susan (25 March 2012). "An American Library in Paris". Smithsonianmag.com. Retrieved 1 May 2014. نسخة محفوظة 31 يناير 2017 على موقع واي باك مشين.
5. ↑  Kozzin, Allan (18 November 2013). "New Prize Goes to Author of Book on Vietnam". The New York Times. نسخة محفوظة 08 سبتمبر 2015 على موقع واي باك مشين.

## وصلات خارجية
- الموقع الرسمي
- المكتبة الأمريكية: صديقتك في باريس - بونجور باريس